# 佐々木助三郎
佐々木 助三郎（ささき すけさぶろう）は、時代劇作品『水戸黄門』に登場する架空の人物。通称は助さん。渥美格之進（格さん）と共に水戸光圀に仕える水戸藩の侍。モデルは実在の光圀に仕えた佐々宗淳（別名、佐々介三郎（さっさ すけさぶろう））といわれている。
隠居の商人に扮して諸国漫遊の旅に出た光圀を護衛する為、町人の「助」に扮している。相棒の格之進と同じく武術の達人であり、光圀の命令によって旅の先々で出会う悪人達を成敗する。二枚目俳優を配役される場合が多い。

## TBS系列のテレビドラマ『水戸黄門』
TBS系列の時代劇『水戸黄門』では越後のちりめん問屋の手代を名乗る。真面目で堅物な格さんとは対照的に、やや短気でせっかちだが明るく軟派な性格。多くの作品では城の堅苦しい生活を嫌い、格之進と共に光圀の家「西山荘」に通ったり、気ままな諸国漫遊の旅を好み、口うるさい水戸藩国家老の山野辺兵庫を煙たがる。どちらかと言うと二枚目半であり、うっかり八兵衛（高橋元太郎）に相当するムードメーカーが仲間にいない時は助三郎がにぎやかしを担当する。
凄腕の剣士であり、その腕前は剣で弓矢をはじき返すほど。普段は光圀同様に町人のなりをしているので脇差しか持たず、必要になると悪人達の刀を奪って戦う（この場合は剣だけでなく、槍などを使って立ち回ることもある）。悪人達と乱闘する大立ち回りの最後には、光圀の合図で格之進が『三つ葉葵の印籠』を掲げて身分を明かすと、すかさず光圀の側に駆け寄って脇差を構えた助三郎が「一同！御老公の御前である！頭が高い、控えおろう！」と叫び、悪人達を平伏させる。
「光圀に気に入られて旅の供になったばかり」という設定の第1部の杉期や第29部の岸本期、BS-TBS版の財木期では光圀の常識破りな振る舞いに反発している。物語が進むと光圀を家族同然に慕い、第2部で加入した八兵衛とは馬が合ってよくつるんでいる。里見期以降はプレイボーイ気取りの人物になった。岸本期では格之進の先輩格で性格も従来の格之進に寄った堅物になったが、第30部で格之進の同期に戻った。原田期からはあおい期までの美女に目がなく快活な人物像に戻っている。財木期では光圀の講釈に対してのツッコミ役だが、八兵衛の食い意地も受け継いでいる。里見期とあおい期では光圀の影武者になりきる場合があった。旅先で旧知の人物と再会するため一行と離れて別行動をとることもある。
里見期では光圀を頼って西山荘を訪れた久保田藩家老の娘・佐々木志乃（山口いづみ）と恋仲になり、久保田藩お家騒動の解決後に故郷を出て山野辺兵庫の養女になった志乃と結婚した。あおい期（第18部 - 第28部）では元の独身貴族に戻るものの、くノ一のかげろうお銀と相思相愛だが素直になれずに意地を張る関係を続けた。原田期では第41部第1話で水戸の武家の娘・美加（須藤温子）と結婚した（配役と設定こそ違うものの、第34部から助三郎の見合い相手として登場している）。東期の第43部最終話の翌週に放送された最終回スペシャルでは、志乃（大村彩子）と結婚したが素性は明らかにされていない。
また、里見期になって余計な一言（光圀にとっての禁句の「頑固・ケチ・年寄り」の三つ）で光圀の機嫌を損ねて喧嘩別れしたり、光圀の不在時にはこっそり宿を抜け出して芸者遊びに行き、光圀を「あの口やかましい頑固爺」、格之進を「頭の固い唐変木」などと悪口を叩いた側から光圀達やお銀と出くわし、大目玉を食らってしまうシナリオがパターン化している。
格さんに比べると、初期を除いては役柄の影響もあるのか、比較的年齢の若い俳優が抜擢される傾向にあり、歴代の助さんを務めた俳優の中で、年上の格と組んだ事があるのは、初代の杉期と3代目のあおい期、5代目の原田期、6代目の東期であり、特に里見助は、在任した期間、3人とも全員年下の格と組んでおり、一番年が近かった横内格でも5歳年齢が離れており、伊吹格とは9歳、大和田格に至っては11歳も離れていた。その為、里見助が3人と組んでいた頃は、横内格のみ20代で格に就任したのに対して、里見助は就任時で既に34歳という当時としては比較的高年齢で就任し、伊吹格が就任した時点では46歳を迎え、退任時には51歳と、既に50代になっていた。あおいが助に抜擢されて以降、初めてその構図が崩れ、あおいは就任時としては最高齢となる40歳で助に就任する。それ以降は、助格の役者の年齢差が大幅に縮まった上、格を担当した俳優の方が、年上となるようになり、20代の俳優が助格となる事は、石坂期と武田期を除いて無くなっている。

## 佐々木助三郎を演じた俳優

### 映画・テレビドラマ
- 東千代之介（映画『水戸黄門』1957年、『水戸黄門 天下の副将軍』1959年、『水戸黄門』1960年）
- 松方弘樹（映画『水戸黄門 助さん格さん大暴れ』1961年）
- 市川雷蔵（映画『水戸黄門海を渡る』1961年）
- 石濱朗（テレビドラマ『水戸黄門』1964年 - 1965年）
- 末広恵二郎（テレビドラマ『江戸忍法帖』1967年）
- 宝田明（映画『水戸黄門漫遊記』1969年）
- 杉良太郎（テレビドラマ『水戸黄門』1969年 - 1971年）
- 里見浩太朗（テレビドラマ『水戸黄門』1971年 - 1988年、映画『水戸黄門』1978年）
- 佐藤英夫（テレビドラマ『豆姫さま漫遊記』1984年）
- 潮哲也（役名は佐々介三郎、テレビドラマ『隠密・奥の細道』1988年）
- 堤大二郎（役名は佐々木介三郎、テレビドラマ『天下の副将軍水戸光圀 徳川御三家の激闘』1992年）
- あおい輝彦（テレビドラマ『水戸黄門』1988年 - 2000年、『水戸黄門外伝 かげろう忍法帖』1995年）
- 鶴岡法斎（映画『江戸城大奥綺譚 大乱淫蕩絵巻』1998年）
- 浅利香津代（役名は佐々介三郎、NHK大河ドラマ『葵 徳川三代』2000年）
- 岸本祐二（テレビドラマ『水戸黄門』2001年 - 2003年）
- 原田龍二（テレビドラマ『水戸黄門』2003年 - 2010年）
- 宮川大輔（映画『桜と印籠』2008年）
- 東幹久（テレビドラマ『水戸黄門』2010年 - 2011年）
- 財木琢磨（BS-TBS版時代劇『水戸黄門』2017年・2019年）

他多数

### アニメ
- 鈴置洋孝（『まんが 水戸黄門』1981年 - 1982年）